# Marta Shanti
Marta Shanti   (Montmeló, 29 de juliol de 1995) és una artista, cantant i compositora catalana, de tessitura mezzosoprano. El seu estil s'emmarca en la categoria de música d'autor, tot barrejant sons electrònics i orgànics en una mescla de gèneres com el pop-rock i l'indie folk.
El 2021 va debutar amb l'EP Ànima produït per Jordi Díez. Després de la gira de presentació «Acústics amb ànima», amb el músic Dídac Santisteban, el 2022, Marta Shanti va publicar el seu primer disc de llarga durada On comença el camí (2023) de la mà de Cases de la Música, també amb Jordi Díez a la producció. On comença el camí va portar-la a fer una gira de dos anys arreu de Catalunya, el País Valencià, França, Andorra i Sardenya, sobre escenaris com el Barnasants.
El 2024, va ser guanyadora del 45è Concurs Cançó de Salitja, amb la seva cançó «Fada negra», i del Festival XS de Sant Vicenç dels Horts. El mateix any va publicar el senzill «És Nadal (Remix)», una nadala tecno en col·laboració amb el dj i productor Lo Puto Cat.